# Abbaye de Percheio
L’abbaye Sainte-Marie de Percheio (également nommée Ysostis) est une ancienne abbaye cistercienne située à Constantinople, capitale de l'éphémère Empire latin de Constantinople (actuellement, Istanbul, en Turquie), sur la rive européenne du Bosphore). Sa localisation est incertaine.

## Histoire

### Fondation
L'abbaye de Percheio est fondée avant 1221 par les moines de l’abbaye Saint-Ange de Pétra, et, semble-t-il, c'est la seule abbaye cistercienne féminine de tout l'empire latin de Constantinople. Cette dernière est une éphémère fondation de l’abbaye d'Hautecombe, fondée en 1214 à Constantinople à la demande de l'empire latin qui souhaitait implanter le catholicisme au cœur du monde byzantin. Percheio est elle-même une abbaye de moniales.
La première abbesse se nomme Béatrice. L'importance énorme de la dot qu'elle apporte à son abbaye lors de son entrée en religion laisse supposer son origine noble, probablement de la maison de Sicile, et très probablement protégée par l’impératrice Béatrice de Sicile la femme de Philippe Ier.

### Localisation et toponymie

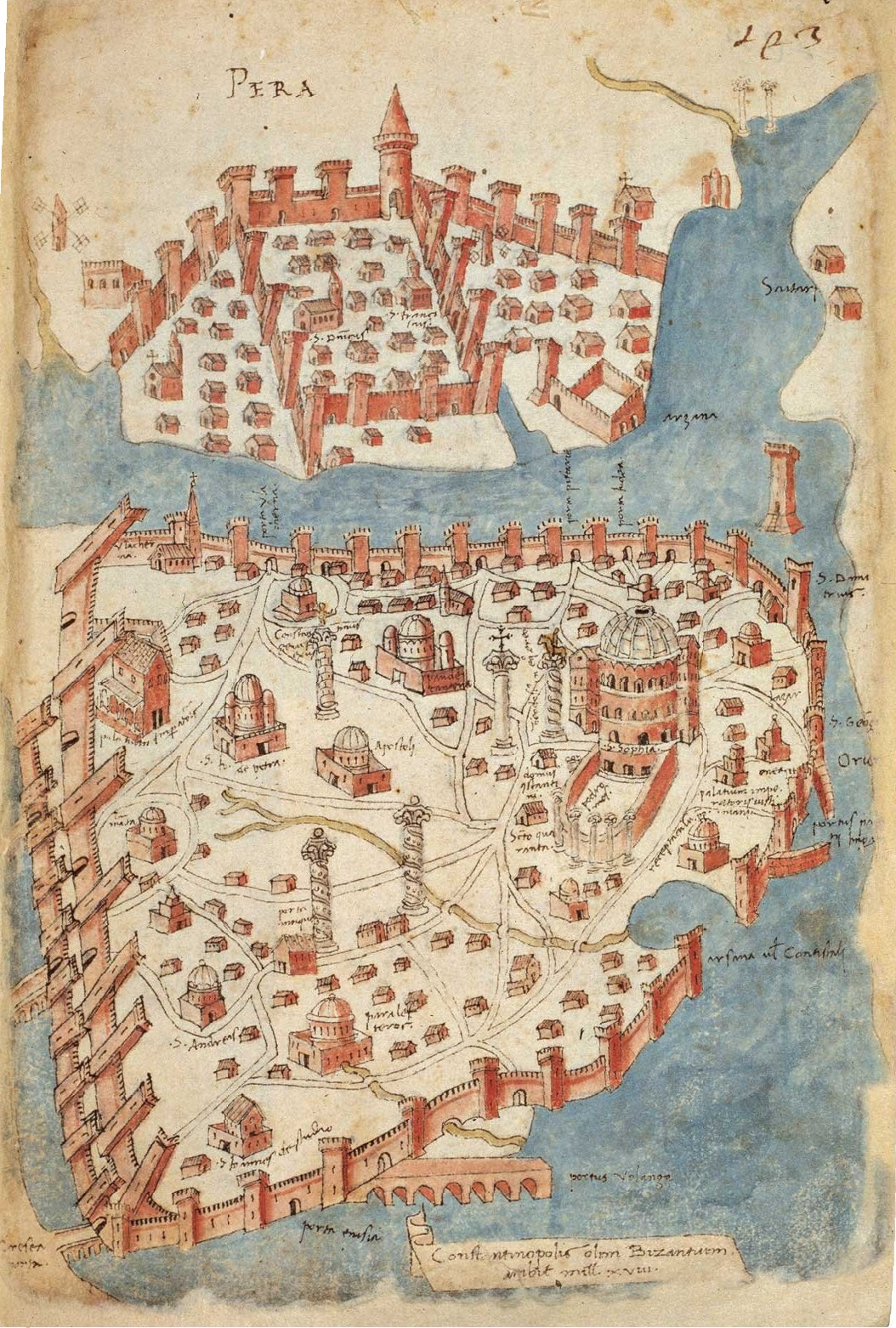
Carte médiévale de Constantinople vers 1240.
La porte du Pétrion est située en haut à gauche de la presqu'île.
Le monastère de la Vierge Péribletos est l'église surmontée d'un dôme et située au bas de la carte.

La première mention qui est faite de ce monastère date de 1221, dans les registres d'Honorius III. Elle permet de savoir que le monastère n'a très probablement pas été bâti ex nihilo : en effet, Ysostis est un nom grec qui pourrait (selon Raymond Janin) dériver de Psychosostis (ψυχοσώστης, « sauveur des âmes », un des noms du Christ). Ce nom était attribué à un monastère avant la quatrième croisade, mais on n'a pu retrouver où ce dernier était situé. Jaques Lefort pense de son côté qu’Ysostis est à rapprocher de τῷ Σωσθενίῳ (qui correspondrait au monastère de Théotokos situé dans le quartier de Sosthenion (aujourd'hui İstinye).
Néanmoins, le nom même de Percheio suggère une déformation de Petrion, une des portes de la ville, située dans le rempart qui donne sur la Corne d'Or, au nord. Or il existe en effet un monastère nommé τῶν Πετρίων (« du Petrion » mentionné dans les archives jusqu'en 1081.
D'autres auteurs suggèrent que Percheio pourrait être une déformation de Perchay ; un des chevaliers ayant participé à la croisade s'appelait en effet Guillaume du Perchay, était originaire de ce village d'Île-de-France. Comme il avait favorisé l'établissement du monastère cistercien, on l'avait nommé en son honneur.
Une autre hypothèse envisagée par Tafel et Thomas est d'identifier ce monastère avec celui de la Vierge Péribletos (Μονὴ τῆς Θεοτòκου τῆς Περιβλὲπτου, « la Mère de Dieu visible », aujourd'hui Église Saint-Georges-de-Samatya). Riant suggère qu'il s'agit de l'église dédiée à sainte Parascève ; Brown considère qu'il s'agit d'un édifice situé dans le quartier de τα Σφωρακίου (« Sphôrakiou », c'est-à-dire le quartier de Pétra). Quant à eux, Martin, Cuozzo & Martin-Hisard émettent l'hypothèse que ce Percheio pourrait être une déformation latine du grec Άβερκίου « Aberkios », dont un sanctuaire existait dans l'enceinte du patriarcat. Ils fondent leur hypothèse sur le déplacement constaté des reliques de Saint Grégoire l'Illuminateur depuis ce patriarcat, où elles sont attestées avant l'empire latin, à Nardò, dans les Pouilles, suivant en cela l'itinéraire des cisterciennes (voir paragraphe ci-dessous).

### La communauté au gré des aléas politiques
À ses débuts, il semble que l'abbaye dépendait de l'abbaye Sainte Marie-Madeleine d'Acre (la plus proche fondation cistercienne féminine d'Orient) mais que la grande distance entre la Terre Sainte et Constantinople imposa, sur demande de l'abbé de Cîteaux, un changement de filiation. Le 9 septembre 1223, Honorius III demandait aux moines de Saint-Ange de prendre en charge cette filiation.
Il semble que cette abbaye ait été une des plus riches et influentes de Constantinople, comme en témoigne le message d'Honorius III, mais aussi le prêt de 4 600 hyperpères (voir paragraphe ci-dessous) qu'elle consent à l'empereur Baudouin II en 1238.

### Le rachat de la Couronne d'épines
Le 4 septembre 1238, Baudouin II, criblé de dettes, met en gage pour 13 134 hyperpères chez le podestat vénitien de Constantinople, Albertino Morosini, la Sainte Couronne. Le don de 4 300 hyperpères de l'abbaye du Percheio permet de couvrir un bon tiers du rachat de la relique, puis celle-ci est définitivement rachetée par Saint Louis pour en faire l'ostension à la Sainte-Chapelle. C'est la seule institution religieuse impliquée dans le rachat de la couronne, et également le seul des prêteurs qui n'ait pas été intégralement remboursé. En conséquence de quoi Baudouin II, par un acte d'octobre 1241, accorde en compensation à l'abbaye la garde, durant quatre années, d'autres reliques importantes : le clou, les deux ceintures (celle du Christ et celle de la Vierge), le fer de la lance, le vêtement du Christ, l'éponge et le bois de la croix.

### Le départ de Constantinople
En 1238 et 1241, l'abbaye est à nouveau mentionnée dans divers documents ; en 1261, il est certain que la reconquête de Constantinople par Michel VIII chasse les cisterciennes comme tous les autres moines d'Occident. En ce qui concerne les moniales de Percheio, elles trouvent, au moins pour une partie d'entre elles, refuge à Rimini, puis s'établissent dans le royaume de Sicile : vers 1273 à Barletta, dans les Pouilles ; puis, par décision de Charles Ier, à Naples le 25 avril 1278, dans le monastère de Santa Maria de Domina Aromata.